# François Janssen
Franciscus Isidorus Josephus (François) Janssen (Bingelrade, 29 maart 1871 - Maastricht, 25 augustus 1952) was een Limburgs rechter en politicus.
François Janssen was een zoon van de rentenier François Theodoor Janssen en Catharina Jozepha Arets. Na het Gymnasium Rolduc studeerde hij rechtswetenschap aan de Universiteit van Amsterdam, waar hij in 1893 promoveerde op dissertatie. Van 1893 tot 1917 was hij advocaat en procureur in Maastricht. In 1896 trouwde hij met Marie Hubertine Melanie Valerie van den Bergh, met wie hij drie zoons en een dochter kreeg - zij overleed al in 1906 en hij hertrouwde in 1907 met Eugenie Catherine Josephine Alard. Zijn zoon Paul Janssen zou wethouder van Maastricht worden.
Janssen was lange tijd, van 1899 tot 1927, lid van de Maastrichtse gemeenteraad. Daarnaast was hij van 1899 tot 1922 lid van de Provinciale Staten van Limburg. In 1902 werd hij door het district Maastricht afgevaardigd naar de Tweede Kamer der Staten-Generaal, waar hij onder meer sprak over justitie en onderwijs. Hij zou met een korte onderbreking tot 1918 lid blijven en secretaris worden van de katholieke kamerclub. In 1917 was er zelfs geen tegenkandidaat in zijn district.
In 1917 werd Janssen benoemd tot rechter in de rechtbank Maastricht, waar hij in 1929 werd gepromoveerd tot vicepresident en in 1939 tot president (wat hij zou blijven tot 1941). Hij keerde in 1922 terug in de Haagse politiek, nu in de Eerste Kamer der Staten-Generaal. Daar werd hij een bescheiden maar gerespecteerd senator, en sprak hij onder meer over justitie en het omroepwezen. In 1946 behoorde hij tot de minderheid van zijn fractie die tegen de herzieningsprocedure van de Grondwet (instelling van een Grondwetskamer) stemde.
Naast zijn hoofdfunctie vervulde hij nog diverse andere functies, waaronder een commissariaat bij de Hollandsche IJzeren-Spoorweg Maatschappij en de Maatschappij tot Exploitatie van Staatsspoorwegen (1926-1938) en de Nederlandsche Spoorwegen (vanaf 1938).
- Biografisch Portaal: 85267755
- Parlement.com: vg09ll1yyez9